# Vidal Mayor

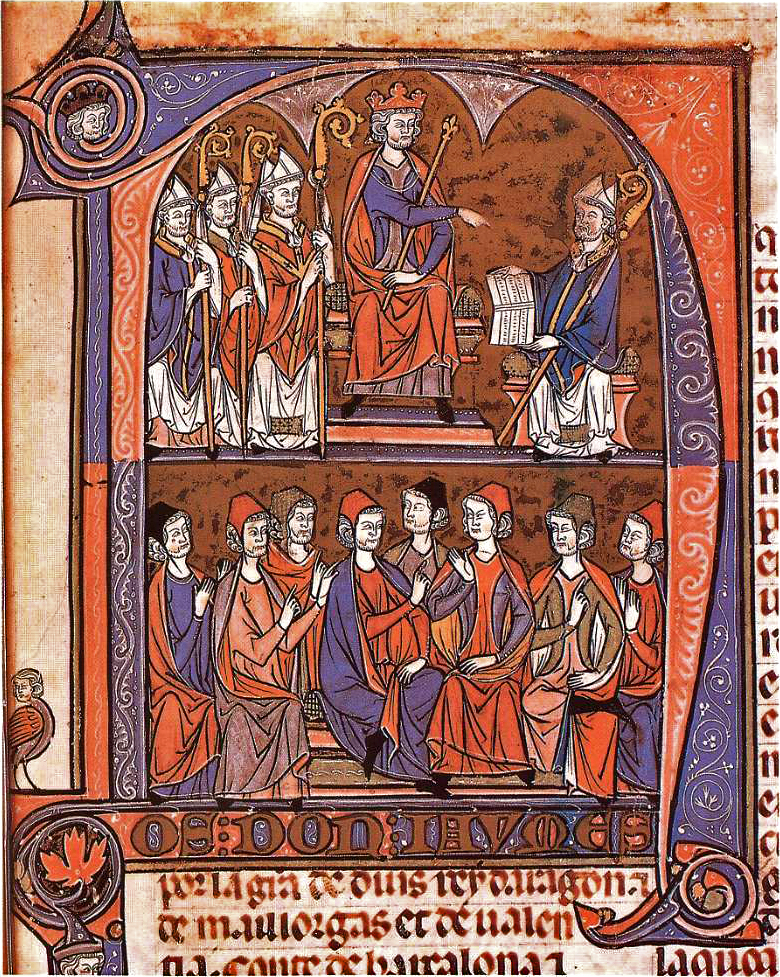
Vidal Mayor. Manoscritto del XIII secolo. Incipit miniato con la figura del re Giacomo I d'Aragona che riceve dalle mani del vescovo di Huesca Vidal de Canellas il manoscritto con la compilazione dei Fueros de Aragón, che recita: «Nos, don Iavmes, por la g[rat]ia de Dius rey d'Aragón et de Malliorgas et de Ualentia, conde de Barcalona et [...]».

Il Vidal Mayor, In excelsis Dei Thesauris o Compilatio maior è la prima stesura dei Fueros de Aragón e fu redatta dal vescovo di Huesca Vidal de Canellas tra il 1247 e il 1252.

## La prima stesura dei "Fueros de Aragón"
Vidal de Canellas fu incaricato, da re  Giacomo I il Conquistatore, di scrivere questa Carta generale, nel 1247, dopo le deliberazioni concordate nelle Cortes di Huesca, per essere applicata in tutto il  regno, e quindi anche a Sobrarbe, Ribagorza, Val d'Aran alcune comarche come la provincia di Castellón, in sostituzione di precedenti fueros particolari, che si basavano sull'antico Fuero di Jaca, e che vennero abrogati dopo la compilazione del Vidal Mayor.
Il vescovo Vidal de Canellas, consigliere del re ed esperto giurista, redasse una prima versione in lingua latina, nota come Compilatio minor, nella quale si limitò ad ordinare per materia le precedenti leggi concordate alle Cortes di Huesca, sistemandole sotto i titoli adeguati sull'esempio del Digesto che incarnava la tradizione del Corpus Iuris Civilis. 
Una successiva rielaborazione ampliata in aragonese (l'unico che si conserva), nota per la sua epigrafe In excelsis Dei Thesauris fu il culmine del lavoro legale, aggiungendo glosse e commenti, che cercarono sicuramente di impostare il fuero come raccolta di leggi generali per tutto il regno d'Aragona e pubblicato sotto il nome di Vidal Mayor. La nuova formulazione andò oltre la semplice Collectanea di privilegi, dato che aggiunse precisazioni tecniche rivolte agli avvocati esperti nel diritto aragonese (giuristi) e nell'amministrazione della giustizia.
Non è chiaro se il Vidal Mayor fu sancito e promulgato dal re Giacomo I. Sembra che fosse volontà del re promulgarlo, ma vi fu opposizione da parte dalla nobiltà del Regno d'Aragona. Pertanto, già nel XIV secolo, solo la Compilatio minor era considerata la legge aragonese, e il Liber in Excelsis Dei o Vidal Mayor, come il suo più prestigioso commento. Tuttavia, l'organizzazione e sistematizzazione della Compilatio minor, che fu d'uso "ufficiale" è simile a quella della Compilatio Maior e fu anch'essa realizzata da Vidal de Canellas.

## Il manoscritto

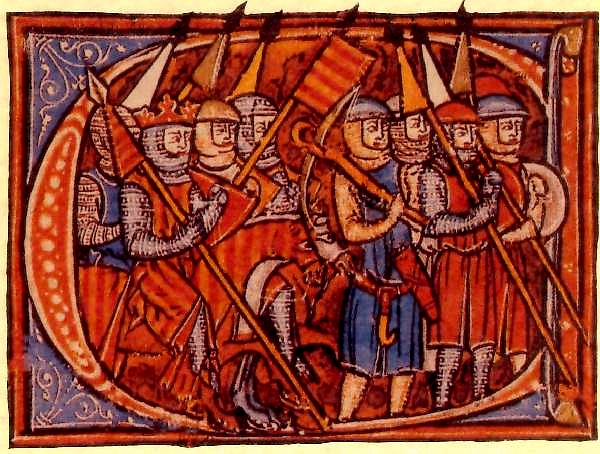
Sigillo d'Aragona nella miniatura del capolettera del Vidal Mayor.

Il testo in aragonese ci è stato trasmesso in un manoscritto miniato del XIII secolo, con 156 miniate pergamena in fogli di 245 x 375 mm. conservato nel Museo della Fondazione Paul Getty.
IL codice fu studiato da Gunnar Tilander che, dopo complessi studi iniziati nel 1933, trovò l'esemplare che si credeva perduto e lo editò in tre volumi, con ampi commenti, in Svezia (Lund, 1956).
Tra le iniziali miniate che illustrano il testo va notato che in tre di esse (corrispondenti ai titoli II 9, VII 28 e VIII 28, appare la bandiera d'Aragona, nella sua prima rappresentazione orizzontale.

## Edizioni
- Canellas, Vidal de, Vidal Mayor edición, introducción y notas al manuscrito: María de los Desamparados Cabanes Pecour, Asunción Blasco Martínez, Pilar Pueyo Colomina, Zaragoza, Libros Certeza, 1997. ISBN 8488269137
- Canellas, Vidal de, Vidal Mayor. Versión romanceada en aragonés del códice In Excelsis Dei Thesauris. XIII Siglo. Códice del The J. Paul Getty Museum de Malibú (California, USA). Edición facsimilar, coord. científica de Agustín Ubieto Arteta, Diputación Provincial de Huesca-Instituto de Estudios Altoaragoneses, Huesca, 1989. ISBN 84-86856-18-3.
- Titlander, Gunnar (Introducción, vocabulario y edición crítica): «Vidal Mayor». Traducción aragonesa de la obra In excelsis Dei thesauris de Vidal de Canellas. 3 tomos: I Introducción y miniaturas, II texto y III Vocabulario. LHMA, Lund, 1956.
- —, Los Fueros de Aragón. Según el ms. 458 de la Biblioteca Nacional de Madrid. LHMA, Lund, 1937.